# EBMAS

WingTzun

EBMAS son las siglas de Emin Boztepe Martial Arts System. Se trata de una variedad del wing chun kung-fu creada por Emin Boztepe.

## Programas de EBMAS
EBMAS impactó a la comunidad del wing chun cuando utilizó las técnicas de las antiguas formas del estilo para evitar intentos de derribo y neutralizar al oponente en el acto (formación de los primeros programas de anti-grappling). Luego volvió a sorprender al aplicar el Chi Gerk, o «piernas pegajosas», tumbado en el suelo contra un oponente que trata de pasar la guardia. Disolviendo todos sus ataques con nuestras piernas y golpeando cara, garganta e ingle con patadas y puños en cadena. Siempre encontrando en estas aplicaciones el camino más corto y el movimiento más simple, de manera que cualquier persona que se entrene con un instructor capacitado, pueda aprenderlas y dominarlas en poco tiempo.

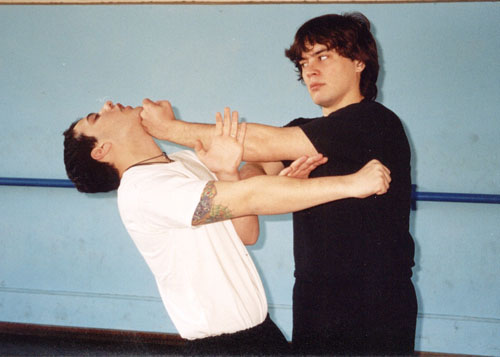

 Ahora la novedad son los programas de Dan Chi Sao (una mano pegajosa) creados por Sifu Emin. Estos programas contienen las mismas técnicas utilizadas en el Chi Sao de dos manos, pero son enseñados desde el 1.er nivel de alumno. Están diseñados para acelerar el progreso del estudiante a través de la sensibilidad táctil (mayor fluidez y capacidad de reacción) brindarle un mejor posicionamiento, un mayor dominio de los pasos del estilo, aumentar su relajación y por último prepararlo para asimilar.

## Teorías y conceptos sobre el wing chun
El término economía de movimiento referido al combate con manos desnudas ha sido mencionado con frecuencia, pero rara vez explicado con profundidad. Generalmente se cae en la vaga idea de movimientos más cortos, por lo tanto llegas antes. Sin embargo cualquier persona puede hacer la siguiente prueba: si lanza un puñetazo desde la cadera primero y luego desde unos 3 dm delante del pecho notará que el primer puñetazo es mucho más potente que el segundo. Así, la aparente «conclusión» es que un movimiento más corto es mucho menos eficaz que uno largo y, en consecuencia, la economía de movimiento es una tontería. Esto sería cierto si uno utilizase la misma forma de pegar. Pero para poder usar la economía de movimientos eficazmente, es imprescindible utilizar una manera diferente de generar potencia para que, con un movimiento muy pequeño, podamos hacer un gran impacto. De esta manera se requieren entrenamientos especiales totalmente distintos de los sistemas largos.
Estos entrenamientos no consisten en repetir miles de veces un puñetazo porque esto puede producir lesiones irreversibles en la mano, ni tampoco en acarrear pesos enormes, que sólo producen lesiones musculares.
El método de entrenamiento es mucho más sutil; requiere ejercicios especiales para construir conexiones musculares que permitan que las diversas partes del cuerpo se unifiquen formando un todo, de tal manera que se sume la fuerza de todas partes.
Pensemos un momento en el tríceps sural (músculo de la pantorrilla) que tiene una potencia fabulosa. Si tú pesas 75 kg y un hombre de 100 kg se sube a tu espalda aun así podrá levantarse varias veces de puntillas. Es decir su tríceps sural (gemelos interno y externo y sóleo) habrá levantado sin problemas 175 kg.
Otro grupo muscular interesante son los antepulsores de la escápula. Haga la siguiente prueba: Apóyese de espaldas contra la pared y pida a un hombre más fuerte que le empuje los hombros y los aplaste contra dicha pared. Relájese y deje que los aplaste, deje incluso que le empuje con todas sus fuerzas, usando las piernas como quien empuja un coche. Cuando le tenga bien aplastado, lleve sus propias escápulas hacia delante (movimiento de antepulsión de los omóplatos) verá cómo puede moverlos fácilmente. Es más, verá como puede hacerlo aunque se pongan varios hombres empujando en fila. Cualquiera puede hacerlo sin necesidad de entrenamiento alguno.
Lo que sucede es que los músculos que producen la antepulsión de la escápula son tremendamente poderosos. Ahora piensa en lo que sucedería si pudiera coordinar el tríceps sural, gemelos y sóleo, el cuádriceps, los glúteos, los dorsales, los espinales, los pectorales, los antepulsores de la escápula, los tríceps, los abdominales, transversos y oblicuos. Sumando la fuerza de todos ellos podríamos obtener, con un golpe de apenas unos centímetros de recorrido, un impacto devastador.
Los ejercicios para adquirir esta potencia forman parte de las secciones del chisao de wt, en el nivel intermedio se conecta desde la escápula a la pelvis de tal manera que ahora el golpe sale de ahí.
En el nivel avanzado la conexión se refina hasta alcanzar la tierra (piernas, pies, contacto con tierra).
- Datos: Q989353
- Multimedia: Emin Boztepe / Q989353